# 油渣果
油渣果（学名：Hodgsonia heteroclita）为葫芦科油渣果属下的一个种。

## 扩展阅读
- 維基物種上的相關：油渣果